# Иванов, Пётр Михеевич
Пётр Михеевич Иванов (1913—1943) — подполковник Рабоче-крестьянской Красной Армии, участник Великой Отечественной войны, Герой Советского Союза (1944).

## Биография
Пётр Иванов родился 19 октября 1913 года в селе Новотулка (ныне — Питерский район Саратовской области). Окончил семилетнюю школу. В 1933 году Иванов был призван на службу в Рабоче-крестьянскую Красную Армию. Окончил военную авиационную школу пилотов имени Мясникова. Участвовал в советско-финской войне. С начала Великой Отечественной войны — на её фронтах. Принимал участие в боях на Юго-Западном, Сталинградском и 3-м Украинском фронтах, два раза был ранен. Участвовал в оборонительных боях первого периода войны, Сталинградской битве, освобождении Украинской ССР.
К ноябрю 1943 года подполковник Пётр Иванов командовал 866-м истребительным авиаполком 288-й истребительной авиадивизии 17-й воздушной армии 3-го Украинского фронта. К тому времени он совершил 299 боевых вылетов, в 80 воздушных боях сбил 11 самолётов противника лично и 1 в группе. 28 ноября 1943 года Иванов погиб в бою в районе села Нижняя Хортица Запорожской области. Похоронен у воинского мемориала на Капустяном кладбище Запорожья.
Указом Президиума Верховного Совета СССР от 26 октября 1944 года подполковник Пётр Иванов посмертно был удостоен высокого звания Героя Советского Союза. Также был награждён орденом Ленина, тремя орденами Красного Знамени, медалью «За оборону Сталинграда».